# Jacques Cariou
Jacques Cariou, in alcuni testi indicato come Jean (Peumerit, 23 settembre 1882 – Tolone, 7 ottobre 1951), è stato un cavaliere francese, vincitore di tre medaglie nell'equitazione ai Giochi olimpici di Stoccolma 1912.

## Palmarès
| Anno | Manifestazione  | Sede      | Evento                        | Risultato |
| ---- | --------------- | --------- | ----------------------------- | --------- |
| 1912 | Giochi olimpici | Stoccolma | Salto ostacoli individuale    | Oro       |
| 1912 | Giochi olimpici | Stoccolma | Salto ostacoli a squadre      | Argento   |
| 1912 | Giochi olimpici | Stoccolma | Concorso completo individuale | Bronzo    |